# Husein Balić
Husein Balić (* 15. Februar 1996 in Linz) ist ein österreichisch-bosnischer Fußballspieler.

## Karriere

### Verein
Balić begann seine Karriere beim SK Vorwärts Steyr. 2010 kam er in die AKA Linz, wo er bis 2013 spielte. Im Oktober 2012 debütierte er zudem gegen den SV Gmunden für seinen Stammklub Vorwärts Steyr in der OÖ Liga. Zu Saisonende stieg er mit Steyr in die Regionalliga auf.
Zur Saison 2015/16 wechselte er zum Zweitligisten SKN St. Pölten. Bei den Niederösterreichern kam er zunächst aber für die drittklassigen Amateure zum Einsatz, für die er im September 2015 debütierte, als er am sechsten Spieltag jener Saison gegen den ASK Ebreichsdorf in der 84. Minute für Oliver Markoutz eingewechselt wurde. Im Oktober 2015 zog sich Balić einen Kreuzbandriss zu, nachdem er bereits im Januar 2015 selbige Verletzung erlitten hatte.
Währenddessen stieg der SKN in die Bundesliga auf. Im Dezember 2016 stand er erstmals im Profikader. Seinen ersten Einsatz nach seiner Verletzung hatte er aber erst im März 2017 für die Amateure gegen den SKU Amstetten. Sein Debüt in der Bundesliga gab er schließlich im September 2017, als er am neunten Spieltag der Saison 2017/18 gegen den FC Admira Wacker Mödling in der 85. Minute für Damir Mehmedovic eingewechselt wurde.
Im Jänner 2020 wechselte er zum Ligakonkurrenten LASK, bei dem er einen bis Juni 2024 laufenden Vertrag erhielt. Bis zum Ende der Saison 2019/20 kam er für den LASK zu elf Bundesligaeinsätzen, in denen er dreimal traf. In der Saison 2020/21 war er auf der linken Außenbahn weiterhin gesetzt und absolvierte 29 Saisonspiele, in denen er erneut dreimal traf. Auch in der Saison 2021/22 gelangen ihm drei Tore in 27 Einsätzen, wobei er aber häufig eingewechselt oder als Mittelstürmer eingesetzt wurde, da ihm Keito Nakamura links den Rang abgelaufen hatte. In der Saison 2022/23 stand er dann überhaupt nur noch selten im Spieltagskader und absolvierte bis zur Winterpause nur fünf Partien.
Daraufhin wurde Balić im Februar 2023 an den Ligakonkurrenten SCR Altach verliehen. Für Altach machte er bis Saisonende zwölf Spiele in der Bundesliga. Zur Saison 2023/24 kehrte er wieder zum LASK zurück, wo er bis zur Winterpause fünfmal zum Einsatz in der Liga kam. Im Jänner 2024 verließ er die Linzer endgültig und wechselte nach Polen zu ŁKS Łódź.

### Nationalmannschaft
Im März 2019 debütierte Balić gegen Spanien für die österreichische U-21-Auswahl. Mit dieser nahm er im selben Jahr auch an der EM teil, bei der er in allen drei Spielen seines Landes eingesetzt wurde.
Im November 2020 wurde Balić erstmals in den Kader der A-Nationalmannschaft berufen. Sein Debüt gab er im selben Monat, als er in einem Testspiel gegen Luxemburg in der 59. Minute für Valentino Lazaro eingewechselt wurde. Im Mai 2021 wurde er in den vorläufigen Kader Österreichs für die EM 2021 berufen. In den endgültigen Kader schaffte er es allerdings nicht.

## Persönliches
Im Juli 2018 erhielt Balić die österreichische Staatsbürgerschaft.